# Schizonycha constrata
Schizonycha constrata är en skalbaggsart som beskrevs av Louis Albert Péringuey 1904. Schizonycha constrata ingår i släktet Schizonycha och familjen Melolonthidae. Inga underarter finns listade i Catalogue of Life.